# Arnaud Gaudet
Arnaud Gaudet, né le 10 août 2000, est un snowboardeur canadien, spécialiste du slalom parallèle.

## Palmarès

### Championnats du monde
- Championnats du monde 2023 à Bakuriani (Géorgie) :
  -  Médaille de bronze en slalom parallèle.

### Coupe du monde de snowboard
- 1 podium.